# Bolivias damlandslag i fotboll
Bolivias damlandslag i fotboll är det damlandslag i fotboll som representerar det sydamerikanska landet Bolivia. Laget styrs av Federación Boliviana de Fútbol (svenska: Bolivianska fotbollsfederationen), och är medlem i Conmebol samt Fifa.